# 7362-es mellékút (Magyarország)
A 7362-es számú mellékút egy több mint huszonegy kilométer hosszú, négy számjegyű országos közút Zala vármegye középső részén. A Zala vármegyére jellemző, észak-déli irányban hosszan, akár több tíz kilométeren elnyúló völgyek egyikében húzódik végig, a Principális-csatorna, illetve a Foglár-csatorna völgyének nyugati partján, összekötve egymással, és ezáltal távolabbi vidékekkel a Principális-völgy ezen szakaszának településeit.

## Nyomvonala
Zalaszentmihály külterületének keleti részén indul, a 75-ös főútból kiágazva, annak 22,850-es kilométerszelvényénél. Kezdeti szakasza észak felé vezet, a település lakott területeit nem is érinti ennél jobban. 2. kilométere után Nemessándorháza külterületére lép, de a több kilométerre északnyugati irányba fekvő településnek ugyancsak nem találkozik belterületi részeivel. 3,5 kilométer után már Nemesrádó területén jár, a 4,650-es kilométerszelvényénél pedig kiágazik belőle kelet felé az a 73 216-os út amely ebbe a községbe vezet, és ott ér véget másfél kilométer után. Nemesrádó egyébként nem igazi zsáktelepülés, mert külterületi önkormányzati utakon el lehet érni Szentpéterúr irányából is.
Az út a 6. kilométere után kicsivel már Misefa területére lép, a község házait 7,4 kilométer után éri el; a neve a déli falurészben Fő utca, északabbra Ország utca. 9. kilométere előtt pár méterrel lép át a következő település, Nagykapornak területére, ezen a szakaszon a két község teljesen összeépült; az Ország utca név azonban ez utóbbi településen is megmarad, még mintegy 350 méteren keresztül, addig, amíg nem keresztezi az út a 76-os főutat, annak 40,800-as kilométerszelvényénél.
Innentől az út a település nyugati peremén húzódik tovább és nemsokára el is hagyja annak lakott területét. 12. kilométere után már Orbányosfa községbe érkezik: ott előbb Kiskapornak településrészen halad végig, a 12,300-as kilométerszelvényétől bő fél kilométeren keresztül, Kiskapornak utca néven, majd a településközpontban a Fő utca nevet veszi fel. 13,4 kilométer után lép ki a település házai közül, a 14,800-as kilométerénél pedig egy alsóbbrendű út ágazik ki belőle kelet felé: ez a 73 218-as út, ami Bezerédre vezet és az ottani Békássy-kastély térségében ér véget, bő 5 kilométer után. (Bezeréd egyébként nem teljesen zsákfalu, mivel egy gyenge minőségű külterületi úton Padár felől is megközelíthető.)
16. kilométere után lép ki az út Orbányosfa területéről, ott egy rövid, bő fél kilométeres szakaszon Nemesapáti külterületének keleti peremén húzódik, majd a 16,650-es kilométerszelvénye közelében eléri Nemesapáti, Kemendollár és Zalaistvánd hármashatárát. Innentől e két utóbbi község határvonalát követi, közben a 17. kilométerénél kiágazik belőle kelet felé a 73 219-es út, ami a zsákfalunak számító Gyűrűsre vezet, ott ér véget szűk másfél kilométer után.
18,6 kilométer után lép csak az út teljesen zalaistvándi területre, és a 20,400-as kilométerszelvényénél éri el a község első házait. Ott több irányváltása is van, ezeket követve az első szakasza a Jókai Mór utca, a következő a Petőfi Sándor utca, legészakabbi szakasza pedig az Ady Endre utca nevet viseli. 21,2 kilométer után lép ki a település házai közül, kicsivel ezután, 21,5 kilométer után keresztezi a Zala folyását, és egyben átlép Pókaszepetk területére.
Pár lépéssel a Zala hídja után, fény- és félsorompóval biztosított útátjáróban keresztezi a 25-ös vasútvonalat, majd kiágazik belőle északkelet felé a 73 359-es út, ami Pókaszepetk vasútállomásra vezet. Innentől az Arany János utca nevet veszi fel, de ez nem tart sokáig: alig 200 méterrel ezután beletorkollik a 7328-as útba, annak 30,550-es kilométerszelvényénél, és ott véget is ér.
Teljes hossza, az országos közutak térképes nyilvántartását szolgáló kira.gov.hu adatbázisa szerint 21,823 kilométer.

## Települések az út mentén
- (Zalaszentmihály)
- (Nemessándorháza)
- (Nemesrádó)
- Misefa
- Nagykapornak
- Orbányosfa
- (Nemesapáti)
- (Kemendollár)
- Zalaistvánd
- Pókaszepetk

## Hídjai
Legfontosabb hídja a Zala fölött átívelő Szepetk-zalaistvándi híd, ez azon kevés Zala vármegyei hidak közé tartozik, amelyek túlélték a második világháborút. Eredetileg az akkor 14-es számú törvényhatósági út 0,323-as kilométerszelvényébe épült, 1928-ban, a  mai hivatalos nyilvántartás szerint a 7362-es út 21,462-es kilométerszelvényénél található. Háromnyílású vasbeton híd, melynek teljes hossza 70,0 méter.